# Frontière entre l'Estonie et la Lettonie
La frontière entre l'Estonie et la Lettonie est la frontière séparant l'Estonie et la Lettonie. C'est l'une des frontières intérieures de l'espace Schengen. 